# Nolan Mbemba
Nolan Mbemba (Amiens, 19 de febrero de 1995) es un futbolista francés, nacionalizado congoleño, que juega en la demarcación de centrocampista para el Grenoble Foot 38 del Ligue 2.

## Selección nacional
Hizo su debut con la selección de fútbol de la República del Congo en un partido amistoso contra Níger que finalizó con un resultado de 0-1 tras el gol de Guy Mbenza.

## Clubes
| Club                          | País     | Año       | Partidos | Goles |
| ----------------------------- | -------- | --------- | -------- | ----- |
| Lille O. S. C. II             | Francia  | 2012-2014 | 38       | 7     |
| Royal Excel Mouscron (cedido) | Bélgica  | 2014-2015 | 14       | 0     |
| Lille O. S. C.                | Francia  | 2015      | 1        | 0     |
| Lille O. S. C. II             | Francia  | 2015-2016 | 19       | 6     |
| Vitória de Guimarães          | Portugal | 2016      | 2        | 0     |
| Vitória de Guimarães B        | Portugal | 2016-2017 | 5        | 0     |
| Stade de Reims                | Francia  | 2017-2020 | 26       | 1     |
| Stade de Reims II             | Francia  | 2018-2019 | 10       | 0     |
| Le Havre A. C.                | Francia  | 2020-2024 | 82       | 2     |
| Grenoble Foot 38              | Francia  | 2024-     | 32       | 2     |